# Youth Gone Wild
«Youth Gone Wild» es el primer sencillo del álbum debut de la banda Skid Row y del mismo título el álbum.
La canción se convirtió en un himno de rebeldía para los jóvenes de aquel tiempo y el primer éxito de Skid Row. Llegó al #99 del Billboard Hot 100, que no fue nada alto pero tuvo fama a pesar de bajas en los charts. Esta fama hizo que en 1992 el sencillo fuera relanzado junto a una versión en vivo de la canción Delivering the Goods de Judas Priest, actuación donde aparece Rob Halford, vocalista de la banda versionada, para promocionar el EP B-Side Ourselves que Skid Row lanzaba ese año, alcanzando el puesto #22 en las listas del Reino Unido.